# RC Strasbourg Alsace
Racing Club de Strasbourg Alsace är en fransk fotbollsklubb från staden Strasbourg, som sedan säsongen 2017/18 spelar i Ligue 1. Detta efter tio år i de lägre divisionerna.
Hemmamatcherna spelas på Stade de la Meinau.

## Spelare

### Truppen
| Nr | Land                    | Pos | Namn                                       |
| -- | ----------------------- | --- | ------------------------------------------ |
| 1  | Belgien                 | MV  | Matz Sels                                  |
| 2  | Frankrike               | F   | Colin Dagba (lån från Paris Saint-Germain) |
| 3  | Frankrike               | F   | Thomas Delaine                             |
| 5  | Frankrike               | F   | Lucas Perrin                               |
| 6  | Elfenbenskusten         | MF  | Jean-Eudes Aholou                          |
| 8  | Frankrike               | MF  | Morgan Sanson (lån från Aston Villa)       |
| 9  | Frankrike               | A   | Kevin Gameiro                              |
| 11 | Frankrike               | MF  | Dimitri Liénard                            |
| 12 | Sydafrika               | A   | Lebo Mothiba                               |
| 14 | Bosnien och Hercegovina | MF  | Sanjin Prcić                               |
| 16 | Japan                   | MV  | Eiji Kawashima                             |
| 17 | Frankrike               | MF  | Jean-Ricner Bellegarde                     |
| 18 | Japan                   | MF  | Yuito Suzuki (lån från Shimizu S-Pulse)    |

| Nr | Land      | Pos | Namn               |
| -- | --------- | --- | ------------------ |
| 19 | Frankrike | MF  | Habib Diarra       |
| 20 | Senegal   | A   | Habib Diallo       |
| 22 | Frankrike | F   | Gerzino Nyamsi     |
| 23 | Frankrike | F   | Maxime Le Marchand |
| 24 | Ghana     | F   | Alexander Djiku    |
| 27 | Frankrike | MF  | Ibrahima Sissoko   |
| 29 | Frankrike | F   | Ismaël Doukouré    |
| 32 | Frankrike | F   | Frédéric Guilbert  |
| 34 | Marocko   | MF  | Nordine Kandil     |
| 35 | Frankrike | F   | Franci Bouebari    |
| 40 | Frankrike | MV  | Robin Risser       |
| 77 | Ukraina   | F   | Eduard Sobol       |
|    | Haiti     | MV  | Alexandre Pierre   |

### Utlånade spelare
| Nr | Land      | Pos | Namn                                                  |
| -- | --------- | --- | ----------------------------------------------------- |
|    | Marocko   | MV  | Alaa Bellaarouch (i Stade Briochin till 30 juni 2023) |
|    | Frankrike | F   | Maxime Bastian (i Annecy till 30 juni 2023)           |
|    | Frankrike | F   | Marvin Elimbi (i Orléans till 30 juni 2023)           |
|    | Frankrike | F   | Marvin Senaya (i Rodez till 30 juni 2023)             |

| Nr | Land            | Pos | Namn                                           |
| -- | --------------- | --- | ---------------------------------------------- |
|    | Frankrike       | MF  | Mehdi Chahiri (i Paris FC till 30 juni 2023)   |
|    | Elfenbenskusten | A   | Moïse Sahi (i Annecy till 30 juni 2023)        |
|    | Polen           | F   | Karol Fila (i Zulte Waregem till 30 juni 2023) |

### Berömda spelare som spelat/spelar i klubben
- Morgan Schneiderlin
- Tomasz Frankowski
- Alexander Farnerud
- Pontus Farnerud